# Essa Mina É Louca
"Essa Mina É Louca" é uma canção gravada pela cantora brasileira Anitta, contida em seu terceiro álbum de estúdio Bang!, de 2015. Conta com a participação de Raphael Mendonça Paulino da Silva, mais conhecido como Jhama, sendo composta pelo próprio juntamente com Pablo Luiz Bispo, sendo produzida por Rafael Castilhol. Ambas as vozes dos artistas foram gravadas no Studio Fibra, localizado no Rio de Janeiro. Foi lançada em 14 de janeiro de 2016 como o terceiro single do disco.
Fez parte da trilha sonora da novela Pega Pega da Rede Globo, como tema da personagem de Nanda Costa. A canção tem como principais gêneros a música pop e o samba, com elementos minimalistas de reggae no início.

## Vídeo musical
O videoclipe foi dirigido por Bruno Ilogti e teve criativa de Giovanni Bianco, que assinou a direção de arte para "Bang". O clipe conta com a participação da atriz Ísis Valverde. Ele carrega uma estética um pouco diferente dos seus clipes anteriores, menos sensual e mais meiga e colorida. A ideia foi pensada para que Anitta parecesse uma boneca. O figurino assinado pelo stylist Daniel Ueda é bem colorido e cheio de peças plastificadas, referências buscadas nos desenhos japoneses, os Mangás. "Desta vez foi tudo criado especialmente para o clipe, porque são roupas que as pessoas não usariam na vida real", acrescentou Anitta. O cenário é um universo que remete a uma casinha de boneca, o vídeo faz referências diretas ao single anterior da cantora, "Bang". Sobre a estética do vídeo, a cantora disse que "ninguém esperava que a gente trouxesse a estética de 'Bang', fazendo a coreografia. 'Bang' era preto e branco, esse é muito colorido, então dá um contraste. Parece desenho animado". O roteiro começou a ser pensado três meses antes de gravar.

### Enredo
No vídeo, Anitta e o cantor Jhama, que divide os vocais da música com ela, são um casal, mas a entrada da personagem de Isis Valverde muda o rumo da história e termina com um selinho entre as duas. "A gente queria fazer com uma pegada de humor e diversão, essa é a ideia de todos os clipes. O selinho não foi nada demais. É tão natural, é uma brincadeira, um selinho que a Hebe [Camargo] dá".

## Apresentações ao vivo
A primeira performance da canção foi no Caldeirão do Huck em 13 de fevereiro de 2016. Em março, Anitta foi ao Domingão do Faustão e cantou "Essa Mina É Louca" acompanhada novamente por Jhama. No mês seguinte, em sua estreia como apresentadora no Música Boa Ao Vivo do Multishow, ela cantou novamente a canção. Em julho, no mesmo programa, Anitta apresentou a mesma faixa, mas desta vez acompanhada pela banda Aviões do Forró. Em 26 de outubro de 2016, a cantora apresentou um medley de seus maiores sucessos no Prêmio Multishow de Música Brasileira 2016, totalizando quase oito minutos de apresentação e tornando-se a artista mais comentada da premiação. Entre as canções apresentadas estava "Essa Mina É Louca". Em 9 de novembro, Anitta foi ao X Factor Brasil da Rede Bandeirantes, e apresentou novamente "Essa Mina É Louca", mais uma vez sozinha, além de cantar as canções "Bang" e "Sim ou Não". No programa Esquenta em 27 de novembro, a faixa foi cantada pela artista com Mumuzinho. Em 9 de março de 2017, Anitta foi convidada do programa Amor & Sexo e cantou novamente a canção.

## Desempenho nas tabelas musicais
| Tabela musical (2015)                                       | Melhor posição |
| ----------------------------------------------------------- | -------------- |
| Brasil (Billboard Brasil Hot 100 Airplay)                   | 14             |
| Brasil (Billboard Brasil Regional Brasília Hot Songs)       | 3              |
| Brasil (Billboard Brasil Regional Florianópolis Hot Songs)  | 6              |
| Brasil (Billboard Brasil Regional Fortaleza Hot Songs)      | 3              |
| Brasil (Billboard Brasil Regional Porto Alegre Hot Songs)   | 6              |
| Brasil (Billboard Brasil Regional Recife Hot Songs)         | 1              |
| Brasil (Billboard Brasil Regional Rio de Janeiro Hot Songs) | 1              |
| Brasil (Billboard Brasil Regional Salvador Hot Songs)       | 1              |
| Brasil (Billboard Brasil Regional São Paulo Hot Songs)      | 1              |

| Tabela musical (2016)                     | Melhor posição |
| ----------------------------------------- | -------------- |
| Brasil (Billboard Brasil Hot 100 Airplay) | 63             |